# Игнатенко, Александр Викторович
Алекса́ндр Ви́кторович Игнате́нко (род. 12 декабря 1951, Ворошиловград) — советский футболист, нападающий, полузащитник и российский тренер.

## Карьера

### Клубная
Начал играть в ворошиловградской команде «Заря» в 1969 году и выступал за неё 13 лет, став чемпионом СССР 1972 года. Службу в рядах советской армии проходил в 1974—1975 годах в составе СКА (Киев) и ЦСКА. Закончил играть в 35 лет в липецком «Металлурге».

### Тренерская
В 1989 году окончил Высшую школу тренеров. Тренировал команды «Металлург» из Липецка, «Тюмень», «Кристалл» Смоленск, «Спартак» Щёлково, «Торпедо-Металлург» Москва, «Содовик» Стерлитамак, Балтику", в 2008 году работал в спортивном отделе клуба «Москва». В 2009 году — главный тренер клуба «Волгарь-Газпром-2». В 2010 году стал главным тренером «Авангарда» Курск.

## Достижения
Победитель первенства зоны «Урал-Поволжье» второго дивизиона — 2005.